# KNBC

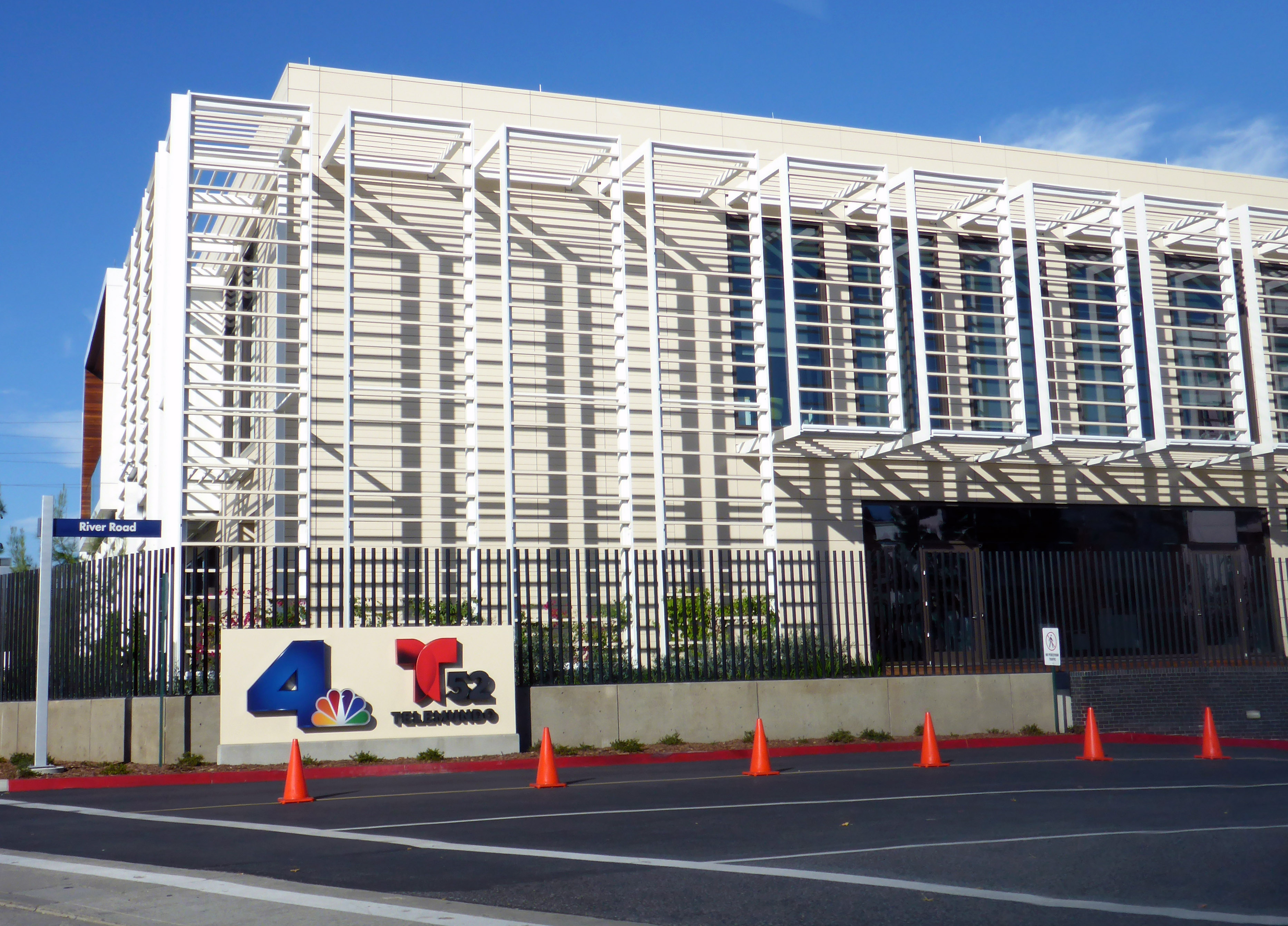
KNBC-KVEA 공용 스튜디오 사옥

KNBC는 캘리포니아주 로스앤젤레스를 권역으로 하는 NBC 계열 방송국이다. 채널 번호는 4번이다. 자매 방송국으로 텔레문도 계열의 KVEA(채널 52번)이 있다. 두 방송국은 모두 NBC 유니버설의 자회사로 있다. 방송 스튜디오는 유니버설 스튜디오 할리우드 촬영지(Universal Studios Hollywood backlot)에 있고, 송신소는 마운트 윌슨에 있다.
1949년 1월 16일 처음 개국 당시의 호출부호는 KNBH였다. 1954년 10월 18일에 KRCA로, 1962년 11월 11일에 현재의 KNBC로 변경하였다.
2007년 10월 11일에 NBC 유니버설이 유니버설시티유니버설 스튜디오 촬영지에 통합 방송 스튜디오를 마련하겠다는 발표를 하였고, 2014년 2월 1일에 KNBC, KVEA, NBC 뉴스 로스앤젤레스 국 등을 통합한 스튜디오가 건립되었다.

## 같이 보기
- NBC